# Igor Antón
Igor Antón Hernandez (ur. 2 marca 1983 w Galdakao) – hiszpański kolarz szosowy.
Wygrał jeden etap na Vuelta a España w 2006 roku, a w klasyfikacji generalnej zajął 15. miejsce. Rok później było lepiej i w Vuelcie był ósmy. W tym samym roku wygrał etap Tour de Romandie i zajął 7. miejsce w klasyfikacji generalnej całego wyścigu. Tuż za podium był w hiszpańskim etapowcu Vuelta a Castilla y León. w 2008 zajął drugie miejsce w Euskal Bizikleta przegrywając tylko z Włochem Erosem Capecchim. Sukces odniósł również w Tour de Suisse. Wygrał 2. etap i aż do 6. był liderem wyścigu. Żółtą koszulkę odebrał mu Kim Kirchen. Ostatecznie w końcowej klasyfikacji zmieścił się na podium - był trzeci. W 2010 wygrał dwa etapy w Vuelta a España i prowadził w klasyfikacji generalnej. Na 14. etapie wskutek upadku musiał wycofać się z wyścigu. Rok później wygrał 19. etap w tym wyścigu.
We wrześniu 2018 zakończył karierę sportową.

## Najważniejsze osiągnięcia
2006
- 15. miejsce w Vuelta a España
  - 1. miejsce na 16. etapie
- 3. miejsce w Subida Urkiola
- 5. miejsce w Clasica de Alcobendas
- 1. miejsce w Escalada a Montjuïc

2007
- 8. miejsce w Vuelta a España
- 7. miejsce w Tour de Romandie
  - 1. miejsce na 4. etapie
- 4. miejsce w Vuelta a Castilla y León

2008
- 3. miejsce w Tour de Suisse
  - 1. miejsce na 2. etapie
- 2. miejsce w Euskal Bizikleta

2009
- 1. miejsce w Subida a Urkiola

2010
- 2. miejsce w Vuelta a Castilla y León
  - 1. miejsce na 3. etapie
- 2. miejsce w Klasika Primavera
- 1. miejsce na 4. i 11. etapie Vuelta a España

2011
- 1. miejsce na 14. etapie w Giro d'Italia
- 1. miejsce na 19. etapie Vuelta a España

2012
- 3. miejsce w Klasika Primavera
- 9. miejsce w Vuelta a España

2013
- 2. miejsce w GP Miguel Indurain
- 8. miejsce w La Flèche Wallonne

2015
- 3. miejsce w Vuelta a Castilla y León

## Rankingi
| Rok                | 2006 | 2007 | 2008 | 2009 | 2010 | 2011 | 2012 | 2013 | 2014 | 2015 | 2016 | 2017 | 2018 |
| ------------------ | ---- | ---- | ---- | ---- | ---- | ---- | ---- | ---- | ---- | ---- | ---- | ---- | ---- |
| UCI ProTour        | 110. | 48.  | 32.  |      |      |      |      |      |      |      |      |      |      |
| UCI World Calendar |      |      |      | 250. | 36.  |      |      |      |      |      |      |      |      |
| UCI World Tour     |      |      |      |      |      | 65.  | 88.  | 142. | -    | -    | -    | 250. | 223. |
| World Ranking      |      |      |      |      |      |      |      |      |      |      | 392. | 607. | 486. |
| UCI Europe Tour    |      |      |      |      |      |      |      |      |      |      | 324. | 569. | 459. |
|                    |      |      |      |      |      |      |      |      |      |      |      |      |      |
| Źródło: UCI        |      |      |      |      |      |      |      |      |      |      |      |      |      |